# Hyposoter albicans
Hyposoter albicans là một loài tò vò trong họ Ichneumonidae.